# Noirétable
Noirétable település Franciaországban, Loire megyében. Lakosainak száma 1587 fő (2022. január 1.). Noirétable Chabreloche, Viscomtat, Vollore-Montagne, Cervières, La Chamba, Saint-Jean-la-Vêtre, Saint-Priest-la-Vêtre, Les Salles és Vêtre-sur-Anzon községekkel határos.

## Népesség
A település népességének változása:
| Lakosok száma | 1850 | 1838 | 1719 | 1694 | 1657 | 1611 | 1588 | 1571 | 1577 | 1587 |
|               | 1968 | 1982 | 1990 | 2006 | 2013 | 2015 | 2017 | 2019 | 2020 | 2022 |